# Lars Adler

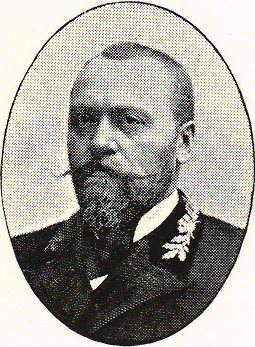
Lars Adler

Lars Adler, född 21 juli 1854 i Simlinge socken, Malmöhus län, död 1913, var en svensk polismästare, rådman och kommunalpolitiker.
Adler, som var lantbrukarson, blev student vid Lunds universitet 1876, filosofie kandidat 1880, avlade juridisk examen 1883 och utnämndes 1886 till länsbokhållare i Malmö och 1887 till rådman och polismästare där. Han avgick 1904 som polismästare och var 1905–07 ordförande i drätselkammaren.